# Ресторан на крају васељене
Ресторан на крају васељене (енгл. The Restaurant at the End of the Universe) је друга књига научнофантастично-хумористичке „трилогије од пет књига” Аутостоперски водич кроз галаксију аутора Дагласа Адамса. Првобитно ју је објавио Pan Books у меком повезу 1980. године. Књигу је инспирисала песма „Grand Hotel” британске рок групе Procol Harum. Наслов књиге се односи на Миливејс, ресторан на крају васељене, једно од поставки књиге. Елементи романа су прилагођени из радио-серије, првенствено секундарне фазе.

## Радња
Артур Дент, Форд Префект, Трилијан и Запход Библброкс напуштају планету Магратеу на Златном срцу. Вогонски брод који су поткупили Гаг Халфрунт и група психијатара, у страху да ће откриће крајњег питања окончати њихову професију, пресреће их и отвара ватру. У међувремену, Артур постаје фрустриран што брод није у стању да произведе било које пиће осим непитке течности налик чају. Он даје подужи опис чаја, због чега је бродски компјутер Еди заузет тиме, уместо борбом против вогонског брода. Очајан, Запход одлучује да одржи сеансу како би призвао свог прадеду Запхода Библброкса Четвртог да их спасе. Старији Запход грди свог потомка и шаље га у потрагу за владаром универзума како би решио политичку и економску нестабилност која мучи универзум. Он транспортује Запхода и андроида Марвина до Урсе Минор Бете, тропске матичне планете издавачке куће Мегадодо, која је издала Аутостоперски водич кроз галаксију, а остале оставља на броду без струје у црној празнини.
Слушајући мисао из дела свог мозга на коју његова лоботомија није имала утицаја, Запход креће да тражи Зарнивупа, главног уредника Водича, иако његово особље инсистира да је он на међугалактичком крстарењу. Човек по имену Руста води Запхода у Зарнивупову канцеларију. Ловци са Жабље звезде стижу и нападају зграду, одвлачећи је на једну од својих матичних планета, Свет Б Жабље звезде, чије је друштво пропало кроз економски процес који је учинио да планетарна привреда не буде у стању да подржи било које предузеће осим продавница ципела. Планета је на крају постала место Вртлога потпуне перспективе, уређаја који излуђује оне који су му изложени јер им показује њихову безначајност у поређењу са бесконачним универзумом. Након што је према Рустиним упутствима побегао кроз прозор Зарнивупове канцеларије, Запхода је ухватио Гаргравар, бестелесни ум који пролази кроз поступак судске раставе од свог тела, и води га Вртлогу. Међутим, чини се да Вртлог нема утицаја на Запхода, који сугерише збуњеном Гаргравару да му је показао да је он најважније биће у универзуму.
Остављен сам, Запход на крају проналази давно напуштени свемирски брод чије путнике већ 900 година аутопилот присилно држи у стању суспендоване анимације, пошто се њихова популација распала, све док се не развије нова која ће утоварити брод салветама са мирисом лимуна. На броду проналази Зарнивупа, који открива да је Запход закорачио у компјутерску симулацију универзума када је ушао у његову канцеларију, дозвољавајући Запходу да преживи Вртлог пошто је универзум дизајниран за његову корист. Зарнивуп даље открива да је Златно срце све време било микроскопски скупљено и стављено у Запходов џеп како би га могли искористити да пронађу правог владара универзума, којег је Зарнивуп лоцирао. Међутим, Запход напушта Зарнивупа, поново се среће са Фордом, Артуром и Трилијан и бежи у најближи ресторан. Испоставља се да је ово Миливејс, ресторан на крају васељене, изграђен на рушевинама Света Б Жабље звезде и који се налази у временском мехуру близу краја универзума, и који својим гостима пружа спектакуларан поглед на овај догађај. У ресторану упознају Фордовог старог познаника Хотблека Дезиата, члана рок бенда Зона катастрофе, који је познат по томе што производи најгласнији звук у свемиру и изводи своје концерте само на даљину са свемирског брода у орбити. Током њихове вечере, Запход прима телефонски позив од Марвина, који је већ милијардама година насукан на планети и сада ради на паркингу ресторана.
Запход предлаже да оду, покушавајући да украду елегантну, потпуно црну летелицу поред лимузине Хотблека Дезиата. Будући је брод на потпуном аутопилоту и да не може да му отргне контроле, узнемирени Запход признаје да и даље жели да реши крајње питање. Марвин им изненада каже да је питање утиснуто у Артурове мождане таласе, али они су ометени пре него што могу да питају даље. Сазнају да је њихов брод заправо беспилотна каскадерска летелица Зоне катастрофе, која је програмирана да падне на локално сунце како би створио соларне бакље у синхронизацији са врхунцем концерта овог бенда. Откривају делимично инсталирани телепортер за хитне случајеве без система за навођење и Запход добровољно позива Марвина да остане и управља њиме како би остали могли да побегну. Запход и Трилијан се поново нађу на броду Златно срце под Зарнивуповом контролом, где он користи бродски погон невероватноће да продре у поље невероватноће које штити матичну планету владара универзума. На ненасељеној планети проналазе владара који и не зна за себе да је владар, није убеђен у шири универзум ван свог дома, и чак је скептичан да ишта око њега постоји. Док побеснели Зарнивуп покушава да уразуми владара, Запход и Трилијан га остављају и беже у Златном срцу.
У међувремену, Артур и Форд се нађу на броду Б флоте за спасавање, који носи 15 милиона путника са планете Голгафринчам и којим командује неспособни капетан који се стално налази у кади. Иако су Голгафринчани наизглед евакуисани да би избегли планетарну катастрофу, у ствари су катастрофу измислили Голгафринчани како би се ослободили бескорисне трећине свог становништва, те су касније изумрли од пандемије изазване прљавим телефонским слушалицама након што су се решили свих телефонских дезинфекционих средстава. Брод се руши у мочвару на једној неразвијеној планети. Артур и Форд одлазе да траже сигнал било ког свемирског брода који путује у домету стотинама миља око континента. Успут их примитивни, али пријатељски настројени становници планете налик хоминидима скрећу од њихових матичних насеља и остављају им плодове. Након што су пронашли глечер са магратејском посветом у част Слартибартфаста, схватају да се налазе на праисторијској Земљи 2 милиона година п. н. е., да су хоминиди заправо неандерталци, да су путовали широм Европе од будућег места Артуровог родног града Ислингтона у Великој Британији све до Норвешке и да су Голгафринчани преци модерне људске расе.
Враћају се код Голгафринчана, само да би открили да су они били превише заокупљени покушајима да организују састанке савета о прављењу документараца, фискалној политици, тражењу топлих извора за капетанове купке и објавом рата ненасељеним континентима да би се трудили да открију ватру, измисле точак или реше горуће проблеме. Форд покушава да их упозори да ће бити уништени за 2 милиона година, али они га игноришу. Очајан, Артур покушава да научи неандерталце, који мистериозно нестају након доласка њиховог брода, кроз импровизовани сет Скрабла. Када један од неандерталаца поређа реч „четрдесет два” на плочицама са словима, Форд схвата да су неандерталци били део матрице компјутера Дубоке Мисли за одређивање крајњег питања и да су Голгафринчани то пореметили својим доласком. Међутим, сећају се и Марвинове тврдње да је крајње питање било усађено у Артуров ум. Надајући се да остаци програмирања постоје у Артуровој подсвести, Форд тера Артура да насумично извлачи плочице из Скрабл сета, те откривају да је питање гласи: „Шта се добија кад помножиш шест са девет?” Они одлучују да најбоље искористе свој живот на праисторијској Земљи и одлазе на састанак са две Голгафринчанке, а Артур баца своју копију Аутостоперског водича у реку.

## Пријем
Грег Костикјан је рецензирао Ресторан на крају васељене у часопису Ares и прокоментарисао да: „Ресторан на крају васељене покушава да уради много истих ствари, али чини се да недостаје нека врста полета; идеје су мање, дешавања су мање драматична. Чини се да се аутор понекад напреже за истим ефектима које је без напора постигао у првом роману.”